# Bársonyos papsapkagomba
A bársonyos papsapkagomba (Helvella ephippium) a papsapkagombafélék családjába tartozó, Eurázsiában és Észak-Amerikában honos, nedves talajú erdőkben élő, nem ehető gombafaj.

## Megjelenése
A bársonyos papsapkagomba termőteste süvegből és tönkből áll. Süvegének átmérője 2-5 (6) cm, fiatalon csésze vagy serleg formájú, majd később nyeregszerűen elhajlik vagy szabálytalanul lebenyes. Felső felszíne száraz, sima, bársonyos; színe fehéres vagy szürkésbarnás, mindig világosabb, mint az alsó oldala. Steril alsó felszíne világosbarna, szürkésbarna vagy szürkéskékes, 
finoman szőrös-nemezes. 
A tönk 4-5 (7) cm magas és 0,4-0,8 cm vastag. Alakja többé-kevésbé hengeres, kissé lefelé vastagodó lehet, nem üregesedő. Felszíne sima, nem ráncolt. Színe fehéres, fehéressárgás vagy szürkésbarna, szürkéskékes, a kalapnál világosabb. 
Húsa vékony, viaszos; színe fehéres. Szaga nincs, íze nem jellegzetes. 
Spórapora fehér. Spórája ellipszis alakú, sima, közepén nagy olajcseppel, mérete 17,4-20,1 x 11 - 12,2 µm. A 320–340 x 14–15 µm-es aszkuszokban nyolc spóra található. 

### Hasonló fajok
A karcsú papsapkagomba nagyon hasonlít hozzá, de alsó oldala sima. Összetéveszthető a fodros és a szürke papsapkagombával is.  

## Elterjedése és termőhelye
Eurázsiában és Észak-Amerikában honos. Magyarországon ritka.
Árnyékos, nedves lombos és fenyőerdőkben található meg. Júliustól októberig terem.

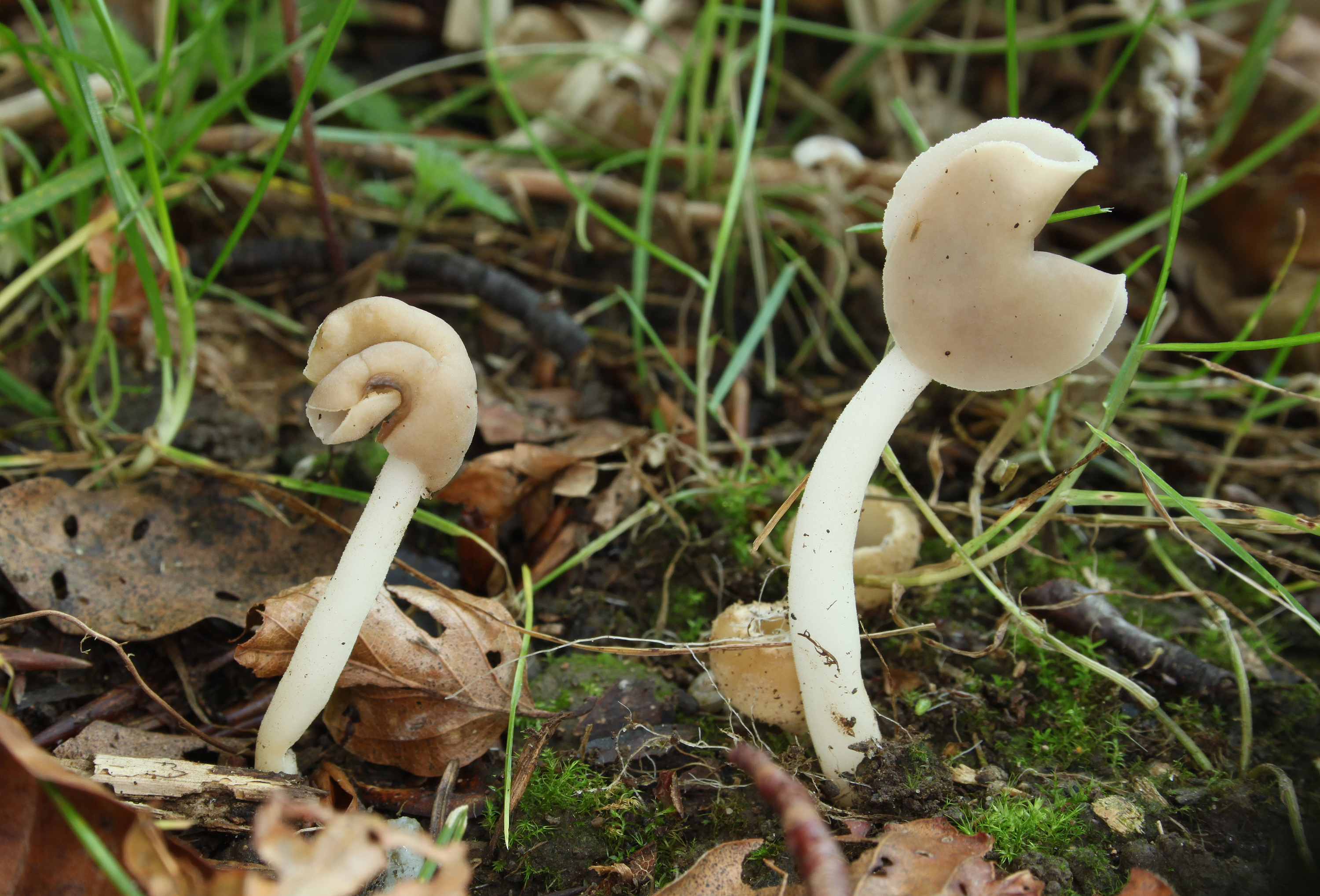
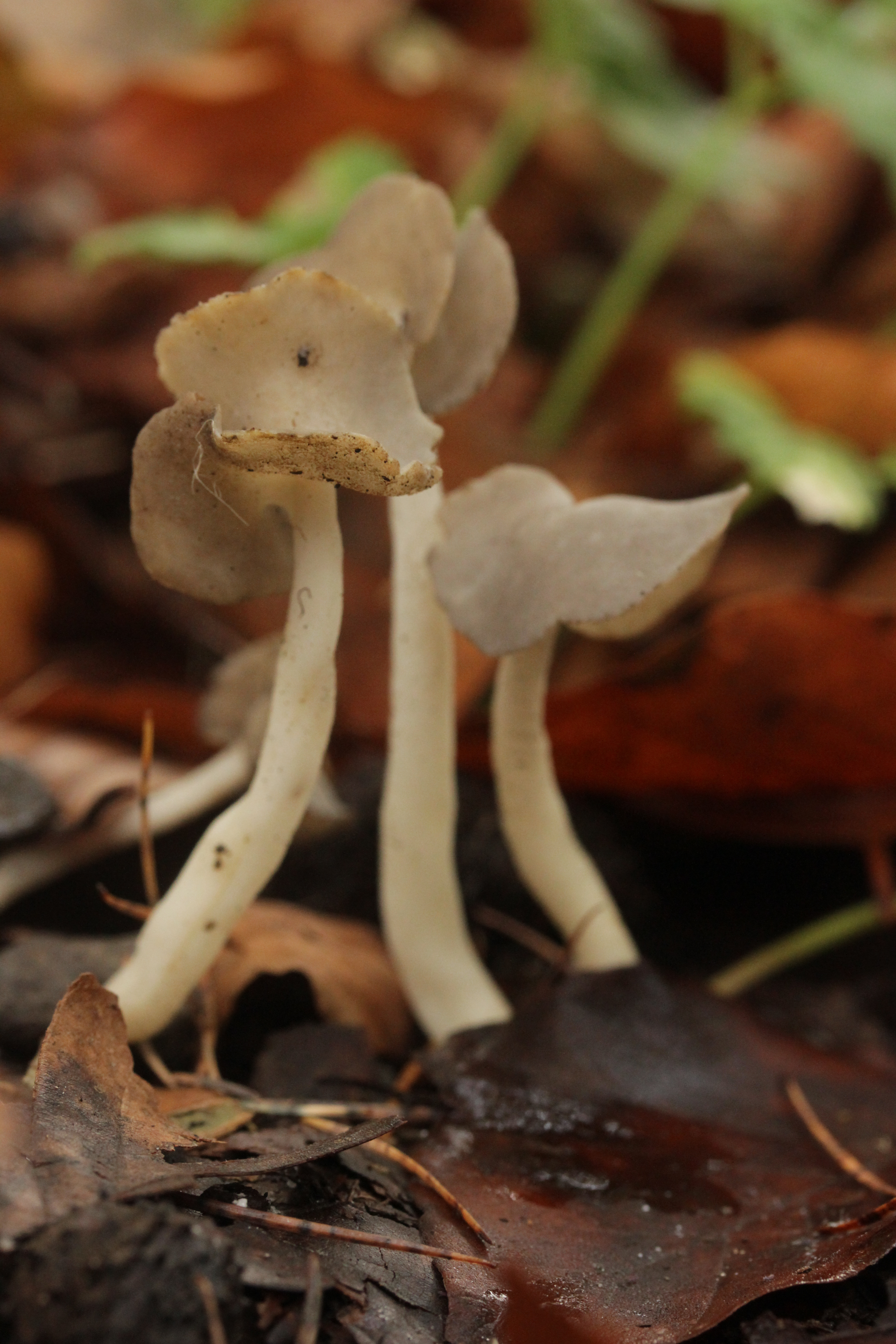
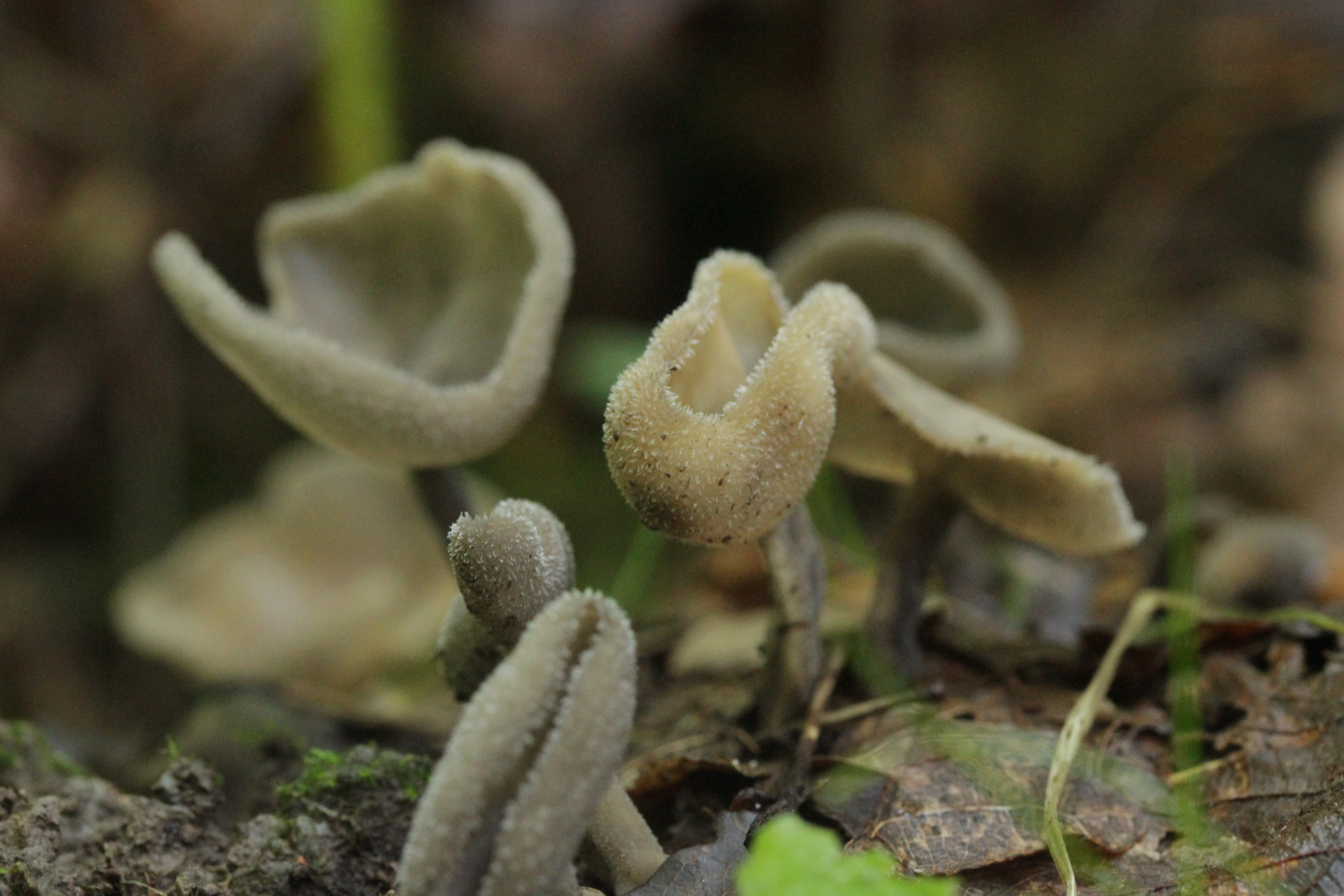
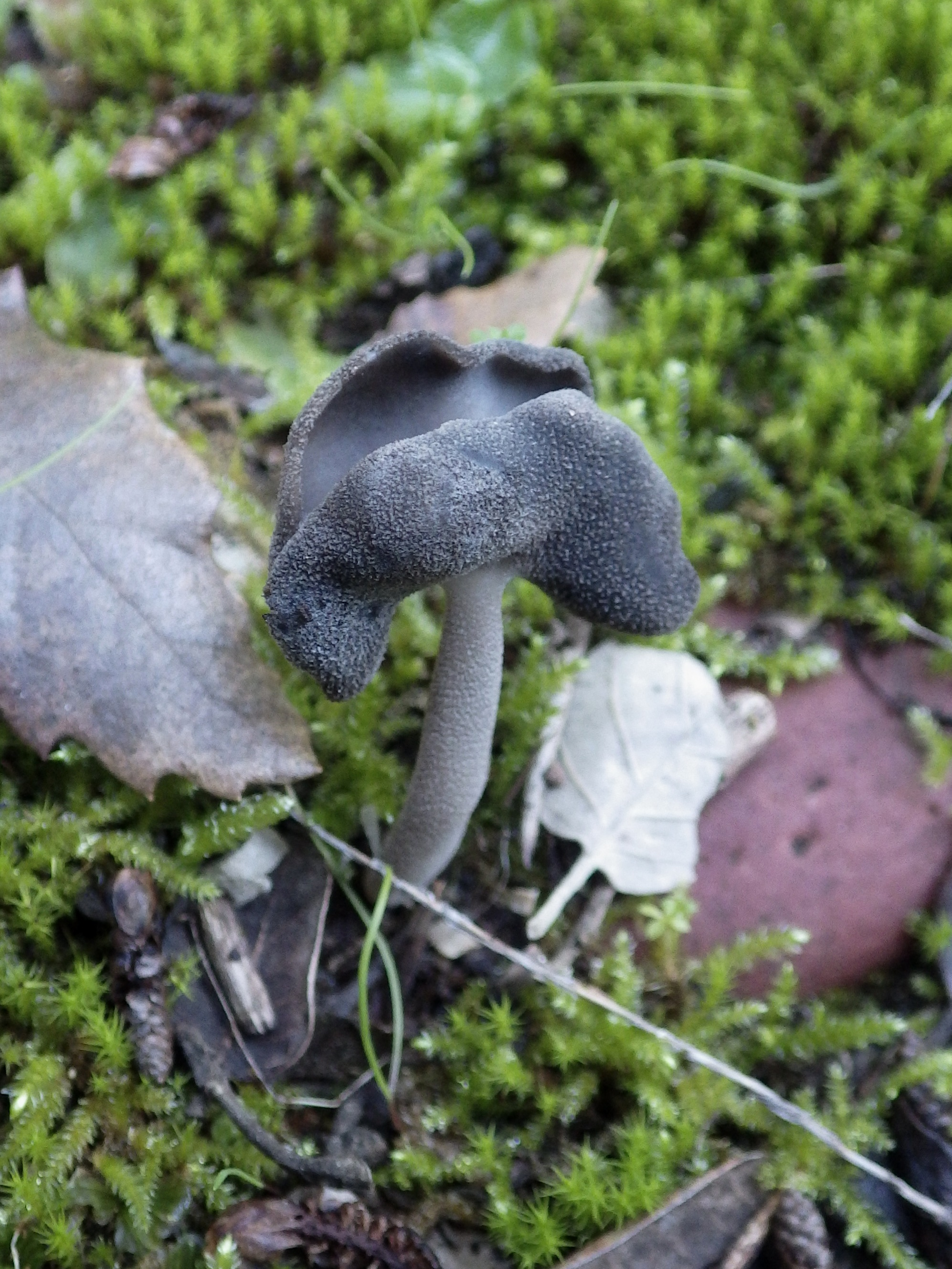
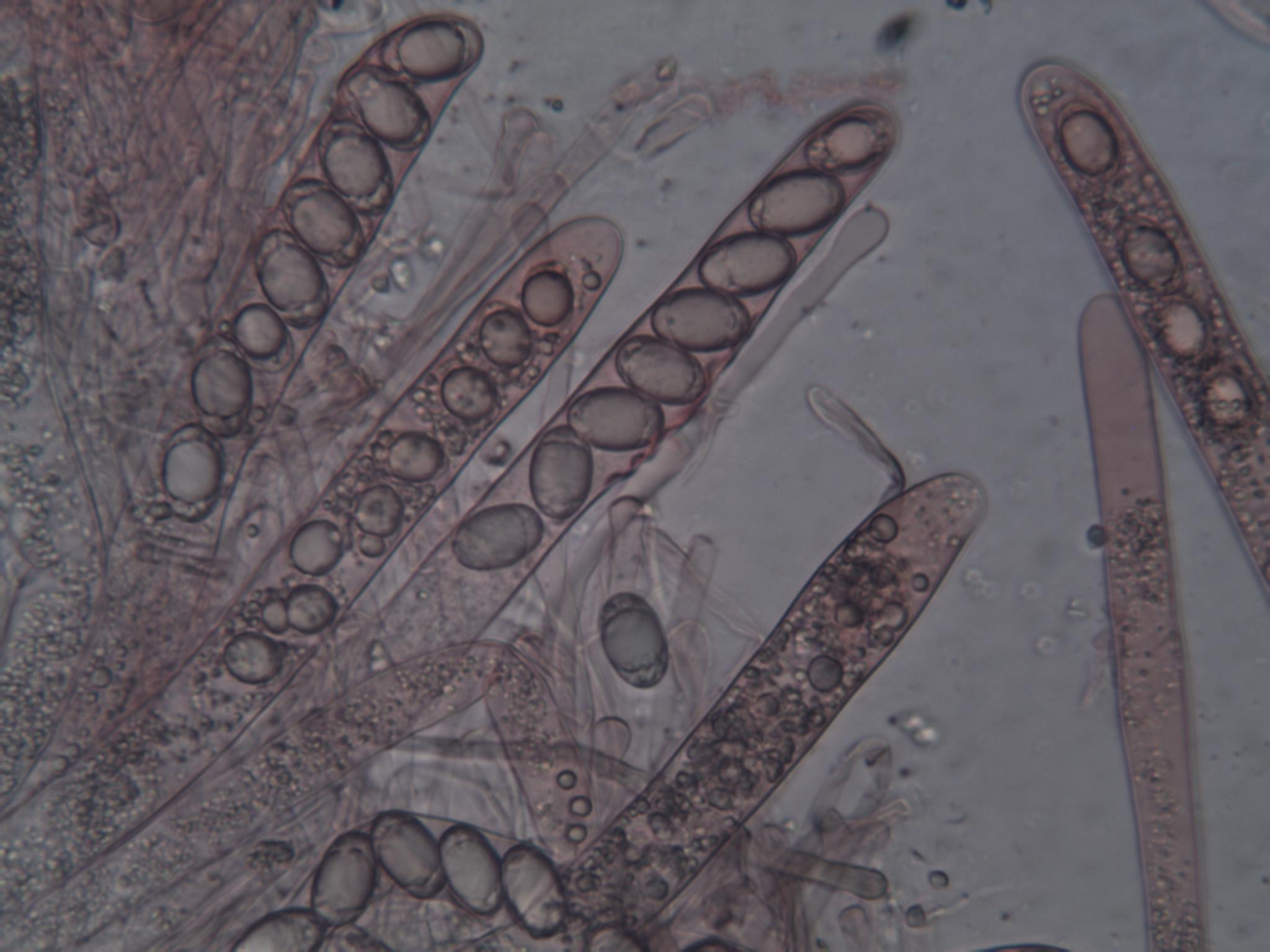

Nem ehető, egyes rokonai mérgezők.